# Tha Block Is Hot (låt)
Tha Block Is Hot är en låt av Lil Wayne, släppt i december 1999 från hans debutalbum Tha Block Is Hot. Låten gästas av Juvenile, B.G. och Turk. 
Låten utsågs av VH1 till den 50:e bästa hiphop-låten någonsin.

## Listor
| Lista (1999/2000)                    | List- Position |
| ------------------------------------ | -------------- |
| USA, Billboard Hot 100               | 38             |
| USA, Billboard Hot R&B/Hip-Hop Songs | 10             |
| USA, Billboard Hot Rap Tracks        | 14             |